# Kärrskapania
Kärrskapania (Scapania paludicola) är en levermossart som beskrevs av Leopold Loeske och K. Müll.. Kärrskapania ingår i släktet skapanior, och familjen Scapaniaceae. Arten är reproducerande i Sverige.